# Microlipophrys caboverdensis
Microlipophrys caboverdensis — вид морських собачок, поширений у центральній східній Атлантиці біля Кабо-Верде. Сягає максимальної довжини 4 см.